# Faulenbach-Schanzen
Die Faulenbach-Schanzen in Bad Faulenbach bestanden aus einer mittleren Skisprungschanze der Kategorie K 51 und einer kleinen Schanze der Kategorie K 20. Die Schanze K 51 wurde 2022 abgerissen, die Schanze K 20 ist weiter in Betrieb. Nutzer der Anlage war zunächst der Skiclub Füssen, dann der Allgäuer Ski-Verband.

## Geschichte

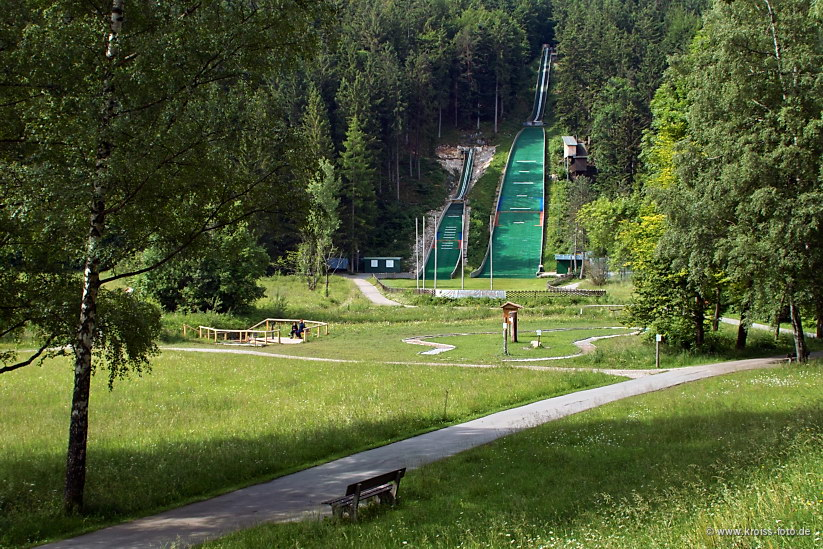
Schanzen im Sommer

Im Faulenbacher Tal im Füssener Ortsteil Bad Faulenbach entstand 1922 die erste Sprungschanze. Wenige Jahre später wurde die Schanze erweitert, sodass Sprünge bis zu 35 m möglich wurden. 1939 wurden die Allgäuer Skisprungmeisterschaften auf dieser Schanze ausgetragen. Als die Großschanze am Kobel gebaut wurde, geriet sie in den Hintergrund und wurde baufällig. 
1971 baute der Skiclub Füssen die Sprungschanze zu einer K 45 um. 14 Jahre später erfolgte erneut ein Umbau, bei dem für den Nachwuchs eine K 20-Schanze entstand. Im Jahr 2000 nahm der Verein Planungen für eine Rekonstruktion der Schanzenanlage und eine Mattenbelegung in Angriff, weil die Anlage nicht für einen ganzjährigen Trainings- und Wettkampfbetrieb geeignet war und auch nicht mehr den geforderten Standards entsprach. 
Im Januar 2004 begannen die Umbauarbeiten. Zum neunzigjährigen Jubiläum des Skiclubs Füssen wurde im November 2004 die neue mittlere Schanze als K 51 fertiggestellt. Am 11. September 2005 wurde die neue K 51-Schanze mit einem Mattenspringen eingeweiht. Die K 20-Schanze wurde im Sommer 2007 neu mit Matten belegt.
2017 beschloss der Skiclub Füssen wegen absehbar hoher Sanierungskosten der Schanzen, sich aus dem Skisprungsport zurückzuziehen. Die Schanzen wurden noch vom Allgäuer Ski-Verband genutzt. 2021 beschloss der Stadtrat Füssen den Abriss der nicht mehr sprungbereiten Schanze K 51, der im November 2022 durchgeführt wurde. Die Schanze K 20 ist weiter in Betrieb.